# Atemptat a la Borsa de Jakarta
L'atemptat a la Borsa de Jakarta va ser un atac terrorista realitzat el 13 de setembre de 2000 a la Borsa de Jakarta, a Indonèsia, que hi va deixar 15 morts. Un cotxe bomba va esclatar al soterrani de l'edifici, provocant que diversos automòbils explotessin en cadena. La major part de les víctimes van ser xofers que es trobaven esperant dins dels cotxes dels seus ocupadors. Diversos dels morts s'havien refugiat dins dels vehicles, però van morir sufocats pel fum que va embolicar tots els nivells del soterrani.